# Kaputt (album)
Kaputt è il nono album in studio del gruppo musicale canadese Destroyer, pubblicato nel 2011.
Il disco ha ricevuto la candidatura al Polaris Music Prize 2011.

## Tracce

### Versione CD USA/digitale
1. Chinatown – 3:49
2. Blue Eyes – 4:07
3. Savage Night at the Opera – 4:24
4. Suicide Demo for Kara Walker – 8:26
5. Poor in Love – 3:26
6. Kaputt – 6:18
7. Downtown – 3:52
8. Song for America – 4:29
9. Bay of Pigs (Detail) – 11:19

### Versione vinile
Side 1
1. Chinatown – 3:49
2. Blue Eyes – 4:07
3. Savage Night at the Opera – 4:24
4. Suicide Demo for Kara Walker – 8:26

Side 2
1. Poor in Love – 3:26
2. Kaputt – 6:18
3. Downtown – 3:52
4. Song for America – 4:29

Side 3 - The Laziest River
1. Prelude (Estuary) – 4:17
2. Nagel's Marimba – 4:28
3. The Laziest River – 7:04
4. Palm Springs Life – 0:30
5. Landing on Water – 3:39

Side 4
1. Bay of Pigs (Detail) – 11:18